# Kifisia (Basketball)
Der Basketballklub Kifisia (griechisch ΚΑΕ Κηφισιά), kurz Kifisia BC ist eine griechische Basketballmannschaft aus Kifisia. Mit den Vereinsfarben Rot und Weiß spielte der Verein bereits in der höchsten nationalen Spielklasse der Basket League.

## Historie
Im Februar 1994 gründeten Ortsansässige aus Kifisia den Sportverein Athlitiki Enosi Neas Kifisias (griechisch Αθλητική Ένωση Νέας Κηφισιάς, deutsch: Sportvereinigung Neu Kifisia). Aus Gründen des Sponsorings, bekannter unter der Bezeichnung AENK Dimoulas. Im Sommer 2015 benannte sich der Klub in Kifisia bzw. Kifisia BC um. Bekannt ist er weiterhin auch unter dem Namen Kifisia Dimoulas.
Eine Herrenmannschaft installierte die Sportvereinigung 1996. Drei Jahre später feierte die Mannschaft ihren ersten regionalen Aufstieg. Nach weiteren sportlichen Erfolgen in den Folgejahren, erreichte die Sportvereinigung zur Saison 2013/14 den Aufstieg in die höchste Spielklasse, dabei gelang es dem Team in den neun Jahren zuvor insgesamt sechsmal aufzusteigen um dieses Ziel zu erreichen. In ihrer Debütsaison belegte die Vereinigung zum Ende der Saison den fünften Rang. Nachdem dann einige Talente den Verein verlassen hatten, reichte es zur Folgesaison 2014/15 nur noch für den elften Rang, konnte damit aber den Klassenabstieg verhindern. Mit Rang sechs zum Ende der Hauptrunde in der Saison 2015/16, qualifizierte sich der Verein ein weiteres Mal für die Playoffs. Diesen Erfolg verdankte der Verein Spielern wie Dustin Hogue, Nikos Gikas, Leonidas Kaselakis oder auch Andreas Glyniadakis. Diese vermochten aber nicht das Ausscheiden in der ersten Runde gegen Aris Saloniki zu verhindern. Durch die Teilnahme an den Playoffs hatte sich der Verein zumindest die Teilnahme an der Qualifikationsrunde der erstmals ausgetragenen Basketball Champions League gesichert. Allerdings verzichtete Kifisia aufgrund finanzieller Schwierigkeiten auf diese Möglichkeit und vermeldete einige Wochen später, ebenfalls nicht mehr am Wettbewerb der Basket League teilnehmen zu werden. Damit stieg der Verein nach dreijähriger Teilnahme aus der ersten Liga wieder ab.

## Bekannte Spieler
| - Alexis Spyridonidis - Dimitris Tsaldaris - Dimitris Mavroeidis - Nikos Barlos - Michalis Kakiouzis - Nikos Liakopoulos - Andreas Glyniadakis | - Patrick Ewing Jr. - Uroš Duvnjak |